# 人恋しくて (アルバム)
『人恋しくて』（ひとこいしくて）は、南沙織通算12枚目のオリジナルアルバム。1975年12月5日発売。発売元はCBSソニー。

## 解説
- LP帯コピー：17才…20才…そして今－
- 16thシングル「人恋しくて」（1975.8.1）とそのB面曲「ひとつぶの涙」、17thシングル「ひとねむり」（1975.11.21）、19thシングル「青春に恥じないように」（1976.5.31）のB面曲「窓灯り」を含む、12枚目のオリジナルアルバム。なお、「人恋しくて」「ひとつぶの涙」はアルバム・ヴァージョンでの収録となっている。
- 「20才ばなれ」という名のフォト集が封入された。
- 「人恋しくて」はオリコン・ヒットチャートのベストテン入りを果たした。1975年暮れの第17回日本レコード大賞では歌唱賞を受賞、第26回NHK紅白歌合戦にも出演した（連続5回目）。
- 本アルバムでの数少ないアップテンポ･ナンバー「六本木」は、1978年10月のさよならコンサートで歌われ、その模様は1978年12月5日にライヴアルバム『Good-by Cynthia』に収録された（のちにCD化済）。
- 作家軍に名を連ねる「五大洋光」とは、ロック歌手・矢沢永吉のペンネーム。矢沢が楽曲提供するのは、かなり珍しいケースである。また矢沢と篠山紀信は親しい間柄であるらしい[1]。
- 35周年CD-BOX『Cynthia Premium』に収納された紙ジャケット盤には、「人恋しくて」「ひとつぶの涙」のシングル・ヴァージョンと、アルバム未収録であった「ひとねむり」のB面曲「おはようさん」がボーナス・トラックとして収録された。
- CDパッケージでの生産は中止されており、音楽配信でのみ購入が可能である（2008年現在）。

## 収録曲

### オリジナル盤
1. 哀しみの家　
  - 作詞: 石坂まさを、作曲: 五大洋光、編曲: 水谷公生
2. ひとねむり　
  - 作詞: 落合恵子、作曲: 筒美京平、編曲: 林哲司

リリース当時の人気DJ・落合恵子を初起用。
3. 窓灯り　
  - 作詞: 中里綴、作曲: 田山雅充、編曲: 水谷公生

19thシングル「青春に恥じないように」のB面曲としてシングルカットされた。
4. 朝市の立つ町　
  - 作詞: 有馬三恵子、作曲: 川口真、編曲: 萩田光雄
5. 想い出のかけら　
  - 作詞: 落合恵子、作曲: 筒美京平、編曲: 林哲司
6. 人恋しくて　
  - 作詞: 中里綴、作曲: 田山雅充、編曲: 水谷公生

カヴァー・シングルを除くと、"有馬三恵子・筒美京平" コンビ以外初のオリジナルシングルA面曲。
7. 六本木　
  - 作詞: 有馬三恵子、作曲: 川口真、編曲: 萩田光雄
8. ひさしぶりね　
  - 作詞: 落合恵子、作曲: 筒美京平、編曲: 林哲司
9. シャワーの中で　
  - 作詞: 石坂まさを、作曲: 五大洋光、編曲: 水谷公生
10. 昼顔　
  - 作詞: 有馬三恵子、作曲・編曲: 川口真
11. ひとつぶの涙　
  - 作詞: 中里綴、作曲: 田山雅充、編曲: 水谷公生
12. 夢をかえして　
  - 作詞: 石坂まさを、作曲: 五大洋光、編曲: 水谷公生

### Cynthia Premium盤
1. 哀しみの家
2. ひとねむり
3. 窓灯り
4. 朝市の立つ町
5. 想い出のかけら
6. 人恋しくて
7. 六本木
8. ひさしぶりね
9. シャワーの中で
10. 昼顔
11. ひとつぶの涙
12. 夢をかえして
13. おはようさん　＜ボーナストラック＞
  - 作詞: 小原弘亘、作曲: 奥村貢、編曲: 萩田光雄

17thシングル「ひとねむり」のB面曲。
14. 人恋しくて -Single-　＜ボーナス・トラック＞
15. ひとつぶの涙 -Single-　＜ボーナストラック＞
16thシングル「人恋しくて」のB面曲。

## 関連作品

### オリジナル盤
- ひとねむり
  - 17thシングル「ひとねむり#収録作品」を参照されたい。
- 窓灯り
  - 19thシングル「青春に恥じないように#収録作品」を参照されたい。
- 六本木
  - Cynthia Memories
- 六本木 -Live-
  - Good-by Cynthia
  - CYNTHIA ANTHOLOGY
- ひさしぶりね
  - Best of Best 南沙織のすべて
  - Cynthia Memories
- 昼顔
  - Best of Best 南沙織のすべて
  - シンシア・ラブ
  - Cynthia Memories

### Cynthia Premium盤
- おはようさん
  - 17thシングル「ひとねむり#収録作品」を参照されたい。
- 人恋しくて -Single-
  - 16thシングル「人恋しくて#収録作品」を参照されたい。
- ひとつぶの涙 -Single-
  - 16thシングル「人恋しくて#収録作品」を参照されたい。

## 発売履歴
- 1975年12月05日 - LP
- 1994年05月21日 - CD （CD選書）
- 2006年06月14日 - CD （紙ジャケット・高音質マスターサウンド）
  - 35周年CD-BOX『Cynthia Premium』の1枚。個別販売はない。